# Silně interagující masivní částice
Silně interagující masivní částice (SIMP) jsou hypotetické částice, které interagují silně s běžnou hmotou, ale mohou tvořit temnou hmotu.
Silně interagující masivní částice byly navrženy jako řešení pro problém ultraenergetického kosmického záření a problém absence chladivých toků v galaktických kupách.
Různé experimenty a pozorování nastavily omezení pro SIMP temnou hmotu od roku 1990 dále.
Anihilace SIMP by produkovala značné teplo. Experiment DAMA nastavil limity s NaI(Tl) krystaly.
Měření přebytku tepla Uranu vyloučilo SIMP od 150 MeV do 104 GeV. Zemský tepelný tok výrazně omezuje účinný průřez.